# Kimm (Schiffbau)
Als Kimm wird im Schiffbau der Übergangsbereich zwischen Boden und Seitenwänden des Schiffsrumpfes bezeichnet, unabhängig von der Spantenform. Den in Höhe der Kimm längs verlaufenden Plattengang (bei Eisen- oder Stahlschiffen) beziehungsweise Plankengang (bei Holzschiffen) nennt man Kimmgang. Die mehr oder weniger stark ausgeprägte Krümmung der Kimm wird Kimmung genannt.
Bei Schiffen mit starker Kimmung wird die Kimm oft durch bestimmte Bauelemente verstärkt, so etwa durch ein metallenes Kimmknie oder längsverbindende Kimmstringer (Kimmweger) im Holzbootsbau. Dies kann insbesondere bei ausladenden Rumpfformen mit flachem Boden sowohl bei Rundspant- wie Knickspantprofilen angeraten sein.
Der Ausdruck Kimm wird in der Nautik mit anderer Bedeutung auch für die auf offener See am Horizont sichtbare Grenzlinie zwischen Meer und Himmel gebraucht (siehe Kimmlinie).